# Lista do Patrimônio Mundial em Singapura
A Organização das Nações Unidas para a Educação, a Ciência e a Cultura (UNESCO) propôs um plano de proteção aos bens culturais do mundo, através do Comité sobre a Proteção do Património Mundial Cultural e Natural, aprovado em 1972. Esta é uma lista do Patrimônio Mundial existente em Singapura, especificamente classificada pela UNESCO e elaborada de acordo com dez principais critérios cujos pontos são julgados por especialistas na área. Singapura, uma vibrante cidade-Estado do sudeste asiático, ratificou a convenção em 19 de junho de 2012, tornando seus locais históricos elegíveis para inclusão na lista.
O sítio Jardim Botânico de Singapura foi o primeiro local de Singapura incluído na lista do Patrimônio Mundial da UNESCO por ocasião da 39ª Sessão do Comitè do Património Mundial, realizada em Bona (Alemanha) em 2015. Desde então, este sítio é o único bem de Singapura classificado como Patrimônio da Humanidade, sendo este de classificação Cultural. 

## Bens culturais e naturais
Singapura conta atualmente com os seguintes lugares declarados como Patrimônio da Humanidade pela UNESCO:
| | Jardim Botânico de Singapura |
| Bem cultural inscrito em 2015. |                              |
| Localização: Região Central |                              |
| Situado no coração da cidade de Singapura, o sítio demonstra a evolução de um jardim botânico colonial colonial britânico que se tornou uma moderna instituição científica de classe mundial usada tanto para a conservação quanto para a educação. A paisagem cultural inclui uma rica variedade de características históricas, plantações e edifícios que demonstram o desenvolvimento do jardim desde sua criação, em 1859. Tem sido um importante centro de ciência, pesquisa e conservação vegetal, notadamente em conexão com o cultivo de plantações de borracha, no Sudeste Asiático desde 1875. (UNESCO/BPI) |                              |

## Lista Indicativa
Em adição aos sítios inscritos na Lista do Patrimônio Mundial, os Estados-membros podem manter uma lista de sítios que pretendam nomear para a Lista de Patrimônio Mundial, sendo somente aceitas as candidaturas de locais que já constarem desta lista. Desde 2015, Singapura não possui locais na sua Lista Indicativa.